# О том, как померанская земля была подчинена ордену тевтонских братьев
О том, как померанская земля была подчинена ордену тевтонских братьев (лат. Terra Pomerania quomodo subjecta est ordini fratrum theutonicorum) — небольшая написанная на латинском языке историческая компиляция о первом веке существования Тевтонского ордена в Прибалтике. Описывает события до 1309 года.

## Издания
- Terra Pomeranie quomodo subjecta est ordini fratrum Theutonicorum // Scriptores rerum prussicarum. Bd. I. Hannover. 1861.

## Переводы на русский язык
- О том как померанская земля была подчинена ордену тевтонских братьев Архивная копия от 30 ноября 2011 на Wayback Machine в переводе И. М. Дьяконова на сайте Восточная литература